# Иванова, Наталья Юрьевна
Наталья Юрьевна Иванова (род. 12 июля 1947, Москва) — российский художник по костюмам, лауреат Государственной премии Российской Федерации (1999), дважды лауреат премии «Ника» (2007, 2013), лауреат премии «Золотой орёл» (2013).

## Биография
В 1968 году окончила Московское художественное училище памяти 1905 года по специальности «художник-оформитель» (мастерская Л.О.Нижнего).
С 1968 года работает на киностудии «Мосфильм», сначала ассистентом художника по костюмам, затем — художником по костюмам.

## Фильмография
- 1979 — Вкус хлеба, реж. Алексей Сахаров
- 1982 — Мужики!.., реж. Искра Бабич
- 1983 — Васса, реж. Глеб Панфилов
- 1983 — Рецепт её молодости, реж. Евгений Гинзбург
- 1984 — Жестокий романс, реж. Эльдар Рязанов
- 1987 — Забытая мелодия для флейты, реж. Эльдар Рязанов
- 1988 — Дорогая Елена Сергеевна, реж. Эльдар Рязанов
- 1989 — Лестница, реж. Алексей Сахаров
- 1990 — Мать Иисуса, реж. Константин Худяков
- 1992 — Сталин, реж. Иван Пассер
- 1992 — Присутствие, реж. Андрей Добровольский
- 1994 — Утомлённые солнцем, реж. Никита Михалков
- 1996 — Линия жизни, реж. Павел Лунгин
- 1998 — Сибирский цирюльник (совместно с С. Стручёвым), реж. Никита Михалков
- 2000 — Нежный возраст, реж. Сергей Соловьёв
- 2000 — Старые клячи, реж. Эльдар Рязанов
- 2000 — Тихие омуты, реж. Эльдар Рязанов
- 2000 — Остановка по требованию, реж. Джаник Файзиев
- 2001 — Остановка по требованию-2, реж. Джаник Файзиев
- 2001 — Пятый угол, реж. Сергей Газаров, Джаник Файзиев
- 2001 — Северное сияние, реж. Андрей Разенков
- 2001 — Удар лотоса, реж. Александр Муратов
- 2002 — Азаzель, реж. Александр Адабашьян
- 2002 — Превращение, реж. Валерий Фокин
- 2003 — Ключ от спальни, реж. Эльдар Рязанов
- 2003 — Янтарные крылья, реж. Андрей Разенков
- 2003 — О любви, реж. Сергей Соловьёв
- 2004 — Богиня: как я полюбила, реж. Рената Литвинова
- 2006 — Андерсен. Жизнь без любви, реж. Эльдар Рязанов
- 2009 — Кромовъ, реж. Андрей Разенков
- 2012 — Орда, реж. Андрей Прошкин
- 2021 — Северный ветер, реж. Рената Литвинова

## Награды и номинации
- 2000 — Государственная премия Российской федерации в области литературы и искусства за 1999 год — в числе создателей фильма «Утомлённые солнцем»
- 2006 — премия «Ника» в номинации Лучшая работа художника по костюмам за фильм «Андерсен. Жизнь без любви».
- 2013 — премия «Золотой орёл» за Лучшую работу художника по костюмам (фильм «Орда»)[2].
- 2013 — премия «Ника» в номинации Лучшая работа художника по костюмам за фильм «Орда».
- 2013 — национальная премия в области индустрии моды «Золотое веретено» в номинации «Искусство костюма в кино» за фильм «Орда»[3].